# Karin Jensen (forskare)
Karin Birgitta Jensen Gyllenswärd, född 12 oktober 1979 i Östergötland i Sverige, är en svensk professor i klinisk neurovetenskap och forskare i kognitiv neurovetenskap med inriktning mot smärta och forskargruppledare vid Institutionen för klinisk neurovetenskap vid Karolinska Institutet. Hennes forskning är inriktad på placeboeffekten. 
Jensen tog examen i psykolog vid Uppsala universitet 2005, blev medicine doktor vid Karolinska Institutet 2009, docent 2019 och sedan 2023 professor vid Institutionen för klinisk neurovetenskap på Karolinska Institutet. Hon var 2010–2013 postdoktoral forskare vid Department of Psychiatry, Harvard Medical School, och sedan 2013–2017 Assistant Professor vid samma amerikanska lärosäte. Jensen är Pro Futura Scientia Fellow vid Swedish Collegium for Advanced Study i Uppsala för perioden 2019–2024. Hon var Visiting Professor vid Department of Clinical Neurosciences vid University of Oxford under 2021–2022 och är sedan 2015 styrelseledamot för International Society for Interdisciplinary Placebo Studies (SIPS) samt sedan 2021 styrelseledamot för Strategic Research Area Neuro (StratNeuro). 
Jensens forskning syftar till att bättre förstå hur upplevelsen av smärta uppstår i den mänskliga hjärnan och hur olika kognitiva processer formar smärtan. Hennes forskargrupp vid Karolinska Institutet använder sig främst av experimentell smärtmätning och hjärnavbildning med magnetkamera, både hos friska individer och personer som lider av långvarig smärta. Jensen har i synnerhet forskat om placeboeffektens inverkan på smärta och relevans för klinisk behandling av smärta. Hon är författare eller medförfattare till över 80 vetenskapliga artiklar i internationella tidskrifter. 
Jensen har varit huvudhandledare för fyra doktorander vid Karolinska Institutet och undervisar där på Läkarprogrammet och Psykologprogrammet. Hon är författare till den populärvetenskapliga boken Hoppets anatomi: Om förväntanseffekter och placebo (2022) utgiven av bokförlaget Natur & Kultur.